# Clevea
Clevea là một chi rêu trong họ Cleveaceae.